# A&G NEXT ICON 超!CUE!&A
『A&G NEXT ICON 超!CUE!&A』(エーアンドジー ネクスト アイコン ちょうキューアンドエー)は、文化放送超!A&G+で、2019年9月30日から2022年9月22日まで放送されていた簡易動画付きインターネットラジオ番組。

## 概要
月曜日から木曜日までの帯番組。株式会社リベル・エンタテインメントから2019年10月に配信が開始された次世代声優育成ゲーム『CUE!』に出演する16名の新人女性声優から選抜されたキャスト4人がパーソナリティを担当する。
2019年9月27日まで放送された「A&G NEXT BREAKS FIVE STARS」の後継にあたる、新人女性声優主体の超A&G+の平日ベルト番組。放送形態や、1週間を通した共通コーナー、ニコニコ生放送を行うなど過去のベルト番組を踏襲している点が多いが、放送曜日は月曜から木曜の4日間となっている。また、ゲームタイアップラジオ番組のため、『CUE!』およびその派生ユニットである『DIALOGUE+』に関連する話題が多いが、それら以外のパーソナリティが出演した別作品などについて話されることもある。
2021年4月30日のサービス終了後も本番組の放送は継続されていたが、2022年7月23日にサービス再開を断念することが発表されたことに伴い、同年9月22日をもって本番組も終了することとなった。

### パーソナリティ
|    | パーソナリティ | 愛称       | 所属事務所                 | CUE!ゲーム内役名 | CUE!内所属チーム | 備考                                                        |
| -- | -------------- | ---------- | -------------------------- | ---------------- | ---------------- | ----------------------------------------------------------- |
| 月 | 内山悠里菜     | ゆりにゃ   | スターダストプロモーション | 六石陽菜 役      | Flower           | DIALOGUE+のメンバー 2022年6月20日の放送をもって事実上の降板 |
| 月 | 週替り         | 週替り     | 週替り                     | 週替り           | Flower           | 2022年6月27日より                                           |
| 火 | 安齋由香里     | ざいちゃん | スワロウ                   | 夜峰美晴 役      | Wind             |                                                             |
| 水 | 宮原颯希       | さっぴ     | 81プロデュース             | 赤川千紗 役      | Bird             | DIALOGUE+のメンバー                                         |
| 木 | 土屋李央       | ちゃんりお | 大沢事務所                 | 遠見鳴 役        | Moon             |                                                             |

#### 月曜日の週替りパーソナリティ
月曜パーソナリティを務めていた内山が2022年6月25日をもって体調不良により芸能活動を休止したため、同年6月27日配信分からは内山が所属していたチーム「Flower」の3名（稗田寧々・守屋亨香・緒方佑奈）が週替りでパーソナリティを務めていた。なお、内山の復帰を待たずに番組が終了したため、内山は事実上の降板となった。
- 第144回(6月27日) - 守屋亨香
- 第145回(7月4日) - 稗田寧々
- 第146回(7月11日) - 守屋亨香
- 第147回(7月18日) - 緒方佑奈
- 第148回(7月25日) - 守屋亨香
- 第149回(8月1日) - 稗田寧々
- 第150回(8月8日) - 緒方佑奈
- 第151回(8月15日) - 稗田寧々
- 第152回(8月22日) - 守屋亨香
- 第153回(8月29日) - 緒方佑奈
- 第154回(9月5日) - 守屋亨香
- 第155回(9月12日) - 稗田寧々
- 第156回(9月19日) - 緒方佑奈

### 放送時間
- 2019年9月30日 - 2022年9月22日
生放送
月曜日 - 木曜日 20:00 - 21:00 (再放送：翌日8:00 - 9:00)
年末年始の放送（2019年12月30日 - 2020年1月2日・2020年12月28日 - 2020年12月31日・2021年12月29日 - 2022年1月4日）は収録放送。

### 超!CUE！&Aチャンネル
2019年10月7日より、ニコニコ動画で公式チャンネル「超!CUE！&A チャンネル」を開設。月額550円。チャンネルに入会すれば番組をタイムシフト視聴できるほか、本放送終了後の約10分間の「スペシャルトーク」を視聴できる。

### シャッフルウィーク
2020年8月10日から13日まで、パーソナリティの担当曜日が変更となるシャッフルウィークが行われ、10日は土屋、11日は宮原、12日は安齋、13日は内山が担当となり、各曜日のコーナーを担当した。

## コーナー

### 最終回時点のコーナー

#### 共通コーナー
- PICK UP CUE!

CUE!の魅力や最新情報についての告知。
2019年9月30日開始。
- ○○CUE!成長チャレンジ

○○には各パーソナリティーの名前が入る。
ゲストがいる場合は各パーソナリティー＋ゲストの名前が入る。
パーソナリティー4人が週替わりで同じことに挑戦するコーナー。
2019年9月30日開始。

#### 月曜日
- 月曜から補習授業!（現在は不定期）

内山学力救済企画。番組内で散々漢字の読み書きや語彙力のなさを露呈した内山の学力を救済するために、一般常識クイズに挑戦していくコーナー。リスナーから内山に合わせた難易度の問題を募集する。
2020年3月16日開始。
- たったいま考えた内山の言葉を、キミに捧ぐよ。

リスナーからの要望が多かったセリフコーナー。ボックスから引いた設定やシチュエーションに沿って今考えたセリフをお届けする。ただし、ボックスから引いた無関係ワードを盛り込まなくてはならない。リスナーからはセリフの設定やシチュエーションを募集する。
2020年6月29日開始。
- がんばれ内山!はんてん君チャレンジ!（現在は不定期）

空気が抜けしぼんでいっている月曜マスコット的キャラクターのハンドボールの「はんてん君」を救済するコーナー。内山がミニチャレンジに挑戦し、成功したら番組プロデューサーに空気を入れてもらえる。リスナーからはミニチャレンジのお題を募集する。
2020年6月29日開始
2022年3月21日放送でははんてん君にCVがついた。(CVは小峯愛未)
- 東京ポリスオーバー（現在は不定期）

リスナーから見の回りにいるちょっと悪い人を教えてもらうコーナー。内山が逮捕するか決める。
2021年1月4日開始。
- 内山怒らせ大喜利
ちょっとやそっとでは怒らない内山悠里菜はどんな状況だったら怒るのか、お題に沿った回答を募集し内山悠里菜の怒りのボーダーラインを探るコーナー。
2021年10月18日開始。
- みんなのマイホーム探訪
リスナーの家や部屋の画像を送ってもらい紹介するコーナー。送る画像は、部屋のこだわりスペースやおしゃれな一画などいい感じの写真でも、オタクグッズに囲まれたオタク部屋、散らかりに散らかった「汚部屋」でもOK。初回ではサンプルとして、パーソナリティーである内山悠里菜のゲーミングスペースの画像が公開された。
2022年1月31日開始。

#### 安齋由香里
- ストレスKO!パンチング!

エンディング前の短い時間を使ってリスナーの日頃のストレスを安齋のパンチで吹き飛ばすと共に安齋もストレスをKOさせる win-winなコーナー
2021年4月13日開始。
- がんばれ!ゆかりお姉さん先生♪

人生経験豊富なゆかりお姉さん先生が、いろんな方法で園児の皆さん（リスナー）の疑問や不平不満を解決していくコーナー。
2021年5月4日開始。
- きゅんきゅん☆バトルロワイヤル

2021年10月19日開始。

#### 宮原颯希
- Music YellYell

悩めるリスナーに音楽で寄り添いエールを送っていく、元吹奏楽部の宮原のスキルを活かしたコーナー。リスナーのどちらにするか悩んでいることに対し、宮原がjSAXやカリンバなどを演奏しエールを送り、どちらがいいか判断する。
2020年4月1日開始。
- さつきおねえさんといっしょ

NHKの教育テレビに出演していそうな恰好をしたさつきおねえさんが、毎回テーマに沿った単語をリスナーから募集し、単語をつなげて歌を作るコーナー。
2021年1月6日開始。
- 50（fifty)音オーデション

先人たちが築いてきた文字業界の技術や文化そして、マインドを継承し長きにわたって活動することができるひらがなの発掘を目指すオーデション。広くその原石を募集する一般公開形式でグランプリは特待生として宮原颯希がそのあとのバックアップをする。毎回放送で行われるのは最終審査で審査委員長の宮原颯希がグランプリを決定する。リスナーからは「そのひらがなが言いそうなセリフ」＆「そのキャラ設定」を募集する。
- 姫様ランキング

2021年12月1日放送のメールテーマ「好きなフルーツランキング」をきっかけに始まったコーナー。姫（宮原颯希）が与えるテーマのランキングをリスナー予想しメールで送る。競馬で言う「3連単」を的中させると、姫からのご褒美な言葉を貰えるが、なかなか当てられるリスナ－が現れないため、「3連複」でもOKとなった。

#### 土屋李央
- 木曜夜のエナジードリンク!

番組的には最後の曜日。仕事や家事などで憂鬱になるみんなのために、明日一日頑張るためのエナジードリンク的な一言をリスナーから募集し紹介していくコーナー。土屋がエナジードリンクが大好きなため、このコーナー名になった。
2019年10月3日開始。

- JKてぇてぇ部!!

女子高生をこよなく愛する土屋が部長となり部員と熱く語り合う、いたって真面目な部活動。毎期テーマを設けて部員の皆様からJKの魅力を教えてもらい土屋が3段階でどのくらい共感したか判定していく。危険な発言が出た場合は風紀委員から検閲が入る。
スピンオフで「先生すこすこ部」が放送されたこともあった。
2020年7月2日開始
- ちゃんりおキャラクター新聞!

エナドリコーナーで生まれた数々のキャラクター達。彼ら彼女らがより多くの人たちに愛されるようにこれまでふわっとしていた設定をしっかりと掘り下げていく。
毎回1人のキャラクターを取り上げてリスナーから寄せられた設定の中から特に魅力的だと思うものを3つ採用する。採用された設定は木曜CUE!&AがTwitter上で発行するすもも新聞に掲載する。"すもも"は土屋李央の"李"からきている。
キャラクター設定だけでなく、パラメーター設定も考える。設定を踏まえたボイスもこのコーナーで収録。CVは土屋李央。
2021年3月11日開始。
- バッティングセンターつちや

リスナーの悩み、願望、質問、怒りなどを一言でかっ飛ばしていくストレス解消コーナー。一言で答えてほしいメールを募集、そのメールを丸めて物理的にバットで打つ。エナドリのコーナーと交互にやっていく。
2021年6月3日開始。

### 終了したコーナー
※は2020年6月15日から18日に行われたCUE!成長チャレンジ「番組が片付くときめきの魔法！」で前曜日担当のパーソナリティに断捨離され終了した。

#### 内山悠里菜
- 裸で来てはいけません

やっちまったことや、反省していることをリスナーから募集。二度と同じ失敗を繰り返さないために、内山が「○○してはいけません」という感じで叱っていく、別名「内山、ちゃんと叱れるか」コーナー。
初回放送のCUE!成長チャレンジで、「ラジオでやってはいけないこと」を聞かれ、咄嗟に内山が「裸で来る」と答えたことがコーナー名のきっかけ。
2019年10月14日開始。2020年3月23日終了。
- ゆりにゃの大冒険※

冒険が趣味の内山が、まだ足を踏み入れたことのない色々な世界を冒険していくコーナー。毎回テーマを設け、リスナーからメールを募集する。2020年6月18日(木)に断捨離されたが2020年6月22日は「ゆりにゃの大探険!」としてコーナーを行った。
2019年9月30日開始。2020年6月22日終了。
- かわいいもの集まれ※

可愛い動物が大好きな内山のために、リスナーから可愛いものの画像を送ってもらうコーナー。
2019年9月30日開始。2020年6月18日(木)に断捨離され終了。
- みんなのほう!れん!そう!※

2019年11月11日の放送で世界三大珍味の話題が出た。三大珍味にほうれん草を加えてしまった内山。リスナーからも三大⚪︎⚪︎（テーマは自由）を募集。
2019年11月18日開始。2020年6月18日(木)に終了。
- 月曜、いいこと言う倶楽部。

内山といえばいいこと言う、いいこと言うといえば内山、そんな内山がリスナーに明日を生きる格言を授けていくコーナー。リスナーから悩みを募集し、悩みに対して内山が考えた格言を授けていく。
2020年7月6日開始。2020年9月28日終了。
- 内山、今週の予約ツイート!

プライベートに関するつぶやきが少ないことから始まったコーナー。リスナーからTwitterでつぶやいて欲しい内容を募集し、内山が一つ選んで次週までに実践していく。
2020年8月24日開始。2021年1月4日終了。
- うそつき!ゴットポリスショット

リスナーから、本当っぽい嘘の話と嘘っぽい本当の話を募集し、内山が嘘を見破るコーナー。
内山が見破ることができたらスタッフが1,000円の貯金、見破れなかったら内山自身が100円を貯金する仕組みだった。
最終的に6,000円くらい貯まった。
このコーナーで貯めたお金で2021年12月27日の放送で「すき焼き」が作られる様子が放送された。
2021年2月15日開始。
- ザ・ヴィンチ・コード

謎解きに興味を持ち始めた内山が番組が用意したザ・ヴィンチ・コード（謎解き）に挑戦するコーナー。答えが分からないときはヒントボックスから指令を引いてクリアできればヒントがもらえる。
2020年7月6日開始。

#### 安齋由香里
- ユカリフォトグラフ※

写真を撮るのが大好きな安斎が、自分で撮った写真を見せながらゆったりとトークしていくコーナー。
2019年10月1日開始。2020年6月15日(月)に断捨離され終了。
- 安齋、特技王への道※

特技と言えるものを増やしたいと言った安齋が、リスナーから募集する「これが出来たら特技」というアイデアに挑戦。成功できたら特技として認定。胸を張って言えるような特技を習得していき、誰にも負けない特技王になるコーナー。
2019年10月15日開始。2020年6月15日(月)にれ終了。
- 安齋由香里!男子力を知る!

最高の女子力を手に入れるためには、男子の心を知っておかなければいけない。そこで、安齋が男子に聞きたい質問をテーマに設けてリスナーから赤裸々な男子の意見を送ってもらうコーナー。
2020年7月14日開始。2020年12月22日終了。
- ゆかりお姉さんのお部屋

なぜかCUE!のメンバーからお姉さんと呼ばれることが多い安齋が、周りからの期待に応えるべく、精一杯ゆかりお姉さんとしてリスナーの悩みや人生相談、お姉さんに対する質問や世の中の不平不満を聞いていくコーナー。
2019年10月1日開始。2021年4月27日終了。
- あなたの記憶、改竄します

2020年2月4日に行われたCUE!成長チャレンジの企画プレゼンにて安齋が提案したコーナー。リスナーから改竄して欲しい過去を募集し、記憶を改竄していく。
2020年3月10日開始。
- オタク語り

大好きな作品についてひたすらに語る全くかまない安齋が、ひたすらに一つの作品について語るコーナー。
2019年11月19日開始。　2022年8月23日終了
- みんなの、褒メール

褒められることに慣れていない安齋をひたすら褒めるコーナー。リスナーから安齋を褒める文章やポエムを募集する。
2021年頃からはスペシャルトークのエンディングで読まれる事がほとんどだった。
2020年10月20日開始。

#### 宮原颯希
- さっぴキレてる!キレてる!

もっと筋肉つけた方がいい、折れそうとCUE!プロデューサーに言われた宮原が、リスナーに協力してもらいつつ、トレーニングにチャレンジしていくコーナー。ボディビルの大会の掛け声のように、とにかくさっぴを褒めるコメントや、テンションの上がるコメントを募集。
2019年10月2日開始。2020年1月1日終了。
- 心の隙間お塗りします

宮原の趣味は塗り絵。リスナーの心にポッカリ開いた隙間を色々な声の色で埋めていくヒーリングコーナー。リスナーから失敗談や落ち込んだエピソードを募集し、500色の中からランダムで選んだ色をイメージして励ましていく。
2019年10月2日開始。2020年3月18日終了。
- Autonomous Satsuki Miyahara Response (ASMR) ※

いい音探しにハマっている宮原。リスナーにもこの番組を聞いて気持ちよくなってほしい。お気に入りの音や声を募集し、宮原の声で再現していくコーナー。扱う音は擬音に限らず、様々な状況に対するちょっとした一声でも可。
2019年10月9日開始。2020年6月16日(火)に終了。
- さっぴ!キレてキレて!

2020年6月24日のCUE!成長チャレンジ「CUE!&Aメンバーに聞きました! クイズ!ミラCUEルナイン！」で月曜担当の内山からもらったパンチバックを活用するコーナー。リスナーの怒りを力に変えてキレのあるパンチを繰り出し、リスナーの代わりにキレて怒りを発散させる。
2020年7月1日開始。
2020年8月第2週のシャッフルウィークで安齋がパーソナリティとなった際にこのコーナーを担当したところ、安齋の使用後にパンチバッグを支える箇所が壊れていることが発覚し、2020年8月19日の放送でコーナーを終了した。
- 人生は特に変わらない 弱イイ話

リスナーから弱いけどなんかイイエピソードを募集し、わびさびを楽しんでいくコーナー。メールを紹介した後、宮原が「弱イイ」なのか「面白すぎ」なのかどちらでもないのかを自由に判定していく。
2020年9月2日開始。2020年12月30日終了。
- おーい!プリンセスー!

プリンセスになりきり、民衆(リスナー)からの声(嘆きなど)をただ受け止めるコーナー。
2021年3月31日開始。2022年1月26日に終了。
このコーナー自体はさっぴが夢を見ていたというネタだった。
- さっぴの一番可愛くなれりゅ♡

4曜日の中でも特にかわいいでお馴染みの水曜日。様々なシチュエーションで王道のかわいらしさを見せつけていくコーナー。お題となるかわいいシチュエーションに対してリスナーと宮原本人が考えたセリフを宮原が読み上げ、生放送中にツイッター投票を行い、選ばれたものが王道セリフとなる。ツイッターのアンケート機能は4択までしか設定できないため、5作品以上のセリフがある場合はスタッフの判断で「予選落ち」となり選択肢に含まれない。
2021年1月6日までは、「さっぴの可愛いは作れりゅ♡」として、お題となるかわいいシチュエーションに対して頭文字をヒントにとっておきのかわいさを披露し、王道の台詞を宮原が予想するものだった。
山口愛がゲストで来たときもセリフを考えていた。
2020年1月8日開始。2021年12月15日に終了。
- 宮はわわ颯ゅ希のドジっ子スペシャル

コーナー初回で「はわわ」で始まるセリフの投稿が紹介されたことがきっかけで、翌週以降「はわわ」で始まるメールが大量に送られてくることになり、2020年3月11日の放送で「はわわ」で始まるセリフのみを募集した、宮はわわ颯ゅ希のドジっ子スペシャルが放送された。以降このコーナーで「はわわ」を使用したセリフは禁止とされた。

#### 土屋李央
- 語彙力を鍛える！ちゃんりおラジオトレーニング!

ラジオパーソナリティとして、そしてオタクとして豊かな語彙力を身につけるべく、語彙力を鍛えていくコーナー。リスナーからつい使ってしまいがちな言葉の代わりになる語彙を募集し、ちゃんりおが習得していく。
2019年11月7日開始。2020年2月6日終了。
- ちゃんりお、僕をパーティーに入れてください!(※)

「時は令和元年。浜松町を救うという大いなる目的のために立ち上がった勇者ちゃんりおとその一行。旅を続ける彼らの前に今日も試練が立ちはだかる。」
ゲームが大好きなちゃんりお。勇者ちゃんりおという設定で一緒に旅をしてくれる仲間を増やしていくコーナー。毎回降りかかる試練に役に立つ、ツボに刺さる知恵を授けてくれたリスナーを毎回一人だけパーティーに迎え入れる。2020年6月17日(水)に断捨離されたがこのコーナーは前週に最終回予告されていたため、2020年6月18日にもコーナーを行った。
2019年10月3日開始。2020年6月18日終了。
- ツチャーリオの館※

カリスマ占い師のツチャーリオが毎回異なる占いをしていくコーナー。占ってほしいことや新しい占いの方法をリスナーから募集する。
2020年4月16日開始。2020年6月17日(水)に終了。
- 土屋のTHE 清楚

4曜日の中でも特に清楚でお馴染みの水曜日。清楚にまつわる様々なチャレンジを通して土屋の清らかさを改めて証明していくコーナー。リスナーからは清楚な人ならこんなことが出来るはずといったチャレンジを募集する。
2020年7月9日開始。
- りおにゃんのまたたび放送室

木曜日に突如現れる「りおにゃん」が、土屋に代わって可愛いセリフを読んでくれるコーナー。2019年10月31日の放送でコーナーとして放送され、12月26日の放送では番組の一部をりおにゃんが進行した。

## ゲスト・代打パーソナリティ
※太字…代打パーソナリティ

### 内山悠里菜
- 第20回(2020年2月10日) 守屋亨香（鹿野志穂 役）
- 第57回(2020年10月26日) 緒方佑奈（月居ほのか 役）
- 第97回(2021年8月2日) 稗田寧々（鷹取舞花 役）
- 第102回(2021年9月6日) 土屋李央（遠見鳴 役）
- 第110回(2021年11月1日）立花日菜（丸山利恵 役）
- 第130回(2022年3月21日）小峯愛未（宇津木聡里 役）
- 第135回(2022年4月25日) 鶴野有紗（日名倉莉子 役）[注 4]
- 第141回(2022年6月6日) 緒方佑奈（月居ほのか 役）

### 安齋由香里
- 第20回(2020年2月11日) 山口愛（宮路まほろ 役）
- 第57回(2020年10月27日) 松田彩希（神室絢 役）
- 第97回(2021年8月3日) 鶴野有紗（日名倉莉子 役）
- 第101回(2021年9月1日) 宮原颯希（赤川千紗 役）
- 第111回(2021年11月9日) 稗田寧々（鷹取舞花 役）
- 第129回(2022年3月15日) 佐藤舞（明神凛音 役）

### 宮原颯希
- 第4回(2019年10月23日) 村上まなつ（九条柚葉 役）
- 第20回(2020年2月12日) 飯塚麻結（恵庭あいり 役）
- 第57回(2020年10月28日) 村上まなつ（九条柚葉 役）
- 第97回(2021年8月4日) 鷹村彩花（天童悠希 役）
- 第101回(2021年9月2日) 安齋由香里（夜峰美晴 役）
- 第110回(2021年11月3日) 山口愛（宮路まほろ 役）
- 第112回(2021年11月17日) 鷹村彩花、飯塚麻結、村上まなつ（CUE! and DIALOGUE＋展〜A dressing〜 前日のイベント会場から生中継）
- 第128回(2022年3月9日）稗田寧々（鷹取舞花 役）
- 第131回(2022年3月30日) 村上まなつ（九条柚葉 役）
- 第153回(2022年8月31日）鷹村彩花（天童悠希 役）

### 土屋李央
- 第20回(2020年2月10日) 小峯愛未（宇津木聡里 役）
- 第57回(2020年10月29日) 佐藤舞 （明神凛音 役）
- 第96回(2021年7月29日) 立花日菜（丸山利恵 役）
- 第101回(2021年9月3日) 内山悠里菜（六石陽菜 役）
- 第110回(2021年11月4日）村上まなつ（九条柚葉 役）
- 第132回(2022年4月7日）山口愛（宮路まほろ 役）
- 第152回(2022年8月25日) 小峯愛未（宇津木聡里 役）

## エピソード

### 内山悠里菜
- 前週で土屋李央が指定した髪を内山が次の放送でしてくるという習慣ができた（2019年末頃まで）。
- 普段の放送ではポンコツな姿ばかり見せている内山の名誉のために、2019年12月30日の収録放送で内山の特技であるハンドボールを披露することになった。結果、普段とは違う一面を見せ、リスナーやスタッフから称賛を受けた。
- 「月曜から補習授業」のコーナーで、度々珍回答を生み出すため、その単語が頻繁に新コーナー名に使われている（「ザ・ヴィンチ・コード」「東京ポリスオーバー」「ゴットポリスショット」）。

### 安齋由香里
- 「安齋CUE!成長チャレンジ」にて、安齋がSEに対して「パフパフ」と言うようになった。
- 2019年12月31日の放送では、兼ねてから安齋が行きたがっていた秋葉原のメイドカフェより誕生回収録放送が行われた。
- 2020年8月第2週のシャッフルウィークで、安齋が水曜日のパーソナリティとなった際、宮原のパンチングマシーンを壊してしまい、水曜日の「さっぴ！キレてキレて！」のコーナーが終了するきっかけを作ってしまった。
- 2022年2月15日の放送でA&G推薦曲で亜咲花の「Ever Neverland」をかけるところを「Ready Set Go!!」をかけてしまったため、翌週22日の放送で謝罪を行ったが、その際亜咲花の最新情報を紹介し、1st写真集Flower Bouquetについて、「水着！ 破壊力が、強かった！」と発言している。

### 宮原颯希
- 前番組「A&G NEXT BREAKS FIVE STARS」の水曜担当が、所属事務所の先輩である田中美海だったので、FIVE STARS最終回では宮原のことが紹介され、翌週の宮原の初回放送では田中に感謝する一幕があった。以降も共演があった時などは話題になる事がある。
- 2019年10月16日の放送で、宮原とスタッフ含め全員で番組終了時刻を読み間違えたため、お知らせを読んでいる途中で番組が終了しCMに入ってしまう事態となった。
- 2020年2月19日の放送で、前週に他曜日のコーナーを強引に行った罰として、放送中に段々宮原が鳥になるという罰が実行された。
- 2020年8月26日の放送で、コーナーで使用するサックスが局内で行方不明になる事態が発生したが、10月28日の放送で無事発見された。
- 2021年2月3日深夜（あけて2月4日）放送の『鷲崎健のヨルナイト×ヨルナイト』にて、パーソナリティの鷲崎健がスタジオ内にイヤリングが落ちているのを発見し、リスナーからのメールによって当日生放送していた宮原の物（土屋からプレゼントされたもの）だと発覚した。
- 2021年10月27日と2022年9月14日の放送で季節外れのクリスマスパーティーを開催した。
- 2022年1月5日放送で自作した熊のぬいぐるみに「テディー」と名付けられた。

### 土屋李央
- 毎週月曜の内山に、土屋が見てみたい髪型をリクエストしている。逆に2019年11月一週目の放送では、内山がお団子ヘアー、その内山の放送を見た安齋がお団子ヘアー（2個）、その安齋の放送を見た宮原がお団子ヘアー（3個）と増やして放送していったが、短髪の土屋はお団子ヘアーにすることができなかった。
- 番組内で度々漢字を読み間違えていることから、学力が低いことを度々疑われたが、2020年8月第2週のシャッフルウィークで、「月曜から補習授業！」のコーナーで内山と同じ常識問題に挑戦したところ、土屋の圧勝（内山は全問不正解）となり面目躍如となった。
- 「デパートのアナウンスのモノマネ」が得意という特技があり、毎週スペシャルトークの最後は、デパートの閉店の案内風に台本を読む。
- 自身を清楚な声優だと語っているが、番組内では度々口が悪くなるため、2021年2月の放送から、「クソ」と一回言う度にイエローカードが提示されるルールが出来た。2枚貰うと一定時間退場となる。

## 特番
- 『文化放送エジソンスペシャル〜超!CUE&A これまでもこれからもサンキュー〜』

文化放送にて、2020年4月11日の21:00 - 23:00「A&G TRIBAL RADIO エジソン」の枠で放送された。
パーソナリティは、内山悠里菜、安齋由香里、土屋李央、稗田寧々の4人。本来は宮原颯希が出演予定だったが、体調不良のため事務所の先輩でCUE!の出演者である稗田が代打出演。また、内山は新型コロナウイルス感染拡大防止のため自宅からの電話出演となった。
放送内でAiRBLUEのAnimelo Summer Live 2020 -COLORS-への出演がサプライズ発表された（後に延期が発表された）。
- 『A&G NEXT ICON 超!CUE!&A SPECIAL』

超!A&G+およびCUE! YouTubeチャンネルにて、2022年12月7日の22:00 - 23:00に放送された。
番組最終回までの活動再開が叶うことなかった内山悠里菜を改めてパーソナリティに起用し、CUE!側からの意向により放送が実現した。　
番組終了してから83日ぶりの放送、内山が番組降板してから171日ぶりとなった。